# Basilisa, Quần đảo Dinagat

Bản đồ của Quần đảo Dinagat với vị trí của Basilisa

Basilisa là một đô thị hạng 5 ở tỉnh Quần đảo Dinagat, Philippines. Theo điều tra dân số năm 2000, đô thị này có dân số 26.489 người trong 4.847 hộ.

## Các đơn vị hành chính
Basilisa được chia thành 27 barangay.
| - Benglen - Catadman (Kapakyan) - Columbus - Coring - Cortes - Diegas - Doña Helene - Edera - Ferdinand - Geotina - Imee (Bactasan) - Melgar - Montag - Navarro | - New Nazareth - Poblacion - Puerto Princesa - Rita Glenda - Roma - Roxas - Santa Monica - Santo Niño - Sering - Sombrado - Tag-abaca - Villa Ecleo - Villa Pantinople |